# 栗褐暗孔菌
栗褐暗孔菌，屬多孔菌科暗孔菌属的一種，是木棲寄生的中型菇類。該菇類生長於如台灣等地之低中海拔林區，生長期間約是在春夏兩季之間。